# Макс Вітик
Макс Вітик (27 травня 1964) — українсько-американський геолог, топ-менеджер і художник. Відомий своєю експертизою в галузі геологічних наук та управлінні операціями, Вітик також здобув визнання завдяки інноваційному абстрактному мистецтву, натхненному геологією та міфологією.

## Раннє життя, освіта та геологічна кар'єра
Вітик народився у Львові, Україна, в 1964 році, і змалку був оточений культурою, особливо з огляду на те, що його батько був оперним співаком. Близький друг сім'ї професор Володимир Калюжний познайомив юнака з геологією, він працював на факультеті фізики, розповівши про зародження життя в гірських породах і привівши Вітика до його майбутньої професії. У 1982-1989 роках Вітик здобув ступінь магістра геології у Львівському університеті та ступінь доктора філософії з геохімії в Інституті геології та геохімії, також у Львові. Після аспірантури, з 1989 по 1997 рік, він навчався в аспірантурі та викладав на факультеті фізики та астрономії Калгарського університету, а згодом на геологічному факультеті Вірджинського політехнічного інституту в Блексбурзі, штат Вірджинія. За цей час Вітик публікує низку наукових статей у провідних міжнародних фахових журналах: Contributions to Mineralogy and Petrology; American Mineralogist; Economic Geology; Tectonophysics. З 1997 по 2005 рік Вітик працював геологом в ExxonMobil (переважно в США), з 2005 по 2019 рік працював у Shell PLC (глобально), а з 2020 року працює в Групі Нафтогаз України. У 2019 році Вітик також обійняв посаду ад’юнкт-професора Політехнічного інституту Вірджинії.

## Кар’єра в геології

### ExxonMobil (1997–2005)
Вітик розпочав свою кар’єру в компанії ExxonMobil у Х’юстоні, де займався дослідженнями та розвитком бізнесу. Він брав участь у масштабних  проєктах з розвідки вуглеводнів, використовуючи геохімію, сейсмічний аналіз та передові геофізичні технології для виявлення та освоєння родовищ по цілому світі. Робота в ExxonMobil надала йому ґрунтовний технічний досвід у сфері прикладної науки, світової енергетики та операційний досвід.

### Shell (2005–2019)
У компанії Shell Вітик обіймав керівні посади в галузі розвитку бізнесу, розвідки та видобутку, керуючи проєктами в Україні, країнах колишнього Радянського Союзу, Європі, Північній Америці, Бразилії та Північній Африці. В Єгипті він очолював розвідку на суші в Західній пустелі, де зробив кілька значних відкриттів.

### Нафтогаз України (2020–дотепер)
У 2020 році Вітик приєднався до «Укргазвидобування» (УГВ) у складі групи Нафтогазу України, обійнявши посаду директора зі стратегічних проєктів, а з 2021 року — директора з розвідки та розробки. Він керував модернізацією розвідки та розробки газових родовищ, досягнувши рекордних результатів у розвідувальному та експлуатаційному бурінні під час російсько-української війни піднявши в чотири рази порівняно з довоєнним. Його робота довела, що Україна має значний потенціал для збільшення видобутку газу за умови використання сучасних технологій, підходів та професійних кадрів. Більше того, зростання видобутку газу під час війни стало символом національної стійкості та суверенітету

## Мистецька кар'єра

### Х'юстон (1997—2005)
Вітик почав малювати наприкінці дев'яностих, досліджуючи як фігуративне, так і абстрактне мистецтво, натхненний американським експресіонізмом та своїми геологічними знаннями. Перша художня студія Вітика була облаштована в гаражі його будинку в передмісті Х'юстона, де він жив з 1997 по 2005 рік. Художники, які надихали Вітика — Пауль Клее, Піт Мондріан, Ів Кляйн, Барнетт Ньюман і Віллем де Кунінг — але найбільше його захопив Джексон Поллок. Після перегляду фільму Еда Гарріса «Поллок» Вітик поїхав до Нью-Йорка, щоб відвідати колекцію Поллока в Музеї сучасного мистецтва Нью-Йорка. Для Вітика це було життєво важливим, бо саме під впливом Поллока він почав серйозно займатися живописом. Одна з ранніх х'юстонських серій Вітика (2001-2003) демонструє сильний вплив раннього Поллока в грубій графічній лінії. Роботи поєднують декоративний народний візерунок і яскравий колорит українського традиційного ремесла.
Вітик зізнається, що мистецтво цікавить його протягом усього життя. Як художник-самоук, він вільно експериментує, переходячи від фігуративних робіт, з яких починав, до абстракції. Навіть у своїх ранніх роботах, невеликих за форматом олійних картинах пейзажів і квітів, він працював з важкими фактурними шарами, що пов'язано з його баченням як геолога у складності та багатошаровості поверхневих візерунків. Вітик не отримав формальної художньої освіти, але під час своїх міжнародних геологічних проєктів виявляв інтерес до культури країни, де він жив і працював, відвідуючи художні галереї та музеї і спілкуючись з місцевими митцями.

### Україна (2005—2012)
У 2005 році Макс Вітик повернувся до України, де жив і працював до 2012 року. В Україні він придбав будинок на березі озера з художньою майстернею в селі Засупоївка, розташованому за 100 км на схід від Києва, де мають свої студії кілька відомих українських художників. З моменту проголошення незалежності в 1991 році Україна намагається розвинути ідентичність, незалежну від Росії та Радянського Союзу. Художники, письменники, музиканти та інші обрали давні символи українського народного мистецтва потужними метафорами для відродження своєї історії. Фольклор, вишивка, рідна пісня і танець, а також регіональне мистецтво стали надзвичайно популярними.
У 2007 році відбулася перша персональна виставка художника під назвою «Геологія живопису» в київській галереї «Да Вінчі». Ранні роботи Вітика демонструють сильний народний український вплив, найбільш яскраво виражений у невеликій серії під назвою «Гуцул», написаній у 2011 році в Засупоївці. Вітик посилається на гуцульські декоративні візерунки вишивки, що виробляються в Карпатах, які традиційно геометричні та яскраво забарвлені.
У серіях «Місто гріхів» (2006-2011), «Трансформери» (2010) та «Галюцинації в Засупоївці» (2009-2020) Вітик повертається до архаїчних символів у дуже урбаністичному ключі, що нагадує графіті разом із фірмовими важкими текстурами поверхні, які так нагадують печерні малюнки. Роботи досліджують зіткнення сучасного світу з українськими традиційними ремеслами та легендами, що передаються з покоління в покоління. Фігуративні роботи передають скелясті, потріскані поверхні та відчуття тривимірності, яке з часом стає дуже абстрактним. У 2009 році київська галерея «Триптих» виставила надзвичайно вишукану серію мінімалістичних картин із серії «Срібло і Чорне», написаних у Засупоївці — особистій подорожі Вітіка для дослідження кольору і фактури.
Серія «Галюцинації в Засупоївці» — одна з найважливіших робіт Вітика, що виникла на початку 2010-х років під впливом зачарування художника містичною красою центральної України, яка також справила враження і вплинула на творчість важливого для Вітика українського художника — Анатолія Криволапа. Вибрані картини з серії «Галюцинація» вперше були представлені на виставці «Арт-Київ» у 2011 році, а згодом відбулися персональні виставки в Будинку Гаррі Ф. Сінклера, Українського мистецького інституту в Нью-Йорку (2014), галереї ArtsMart в Каїрі (2016), Національному музеї «Київська картинна галерея» та Музеї української діаспори в Києві (2023).

### Нідерланди (2012—2015)
У 2012 році Вітик переїхав до Нідерландів, де жив і працював до 2015 року. Його майстерня була розташована в селі Вассенаар на узбережжі Північного моря за кілька кілометрів від Гааги, неподалік від місця проведення кінних перегонів, відомого під назвою Дуіндігт. Картини з серії "Дуіндігт" написані під сильним впливом західного та східного містицизму.
Хоча Вітик є американським громадянином і глобальною фігурою, його виховання в Україні відіграє важливу роль у його інтересі до абстракції та її інтерпретації. Як геолог, який працює в галузі по всьому світу, він інтерпретує мистецький світ у часових періодах і пластах гірських порід, які не мають відношення до географічних чи політичних кордонів. Це не означає, що у своїй творчості Вітик ніколи не звертається до соціальних і політичних питань. Його масштабний фігуративний живопис "Воїни світла", який він розпочав у Нідерландах у 2014 році, безпосередньо відсилає до революційних подій в Україні та в арабському світі. Вибрані картини "Воїнів світла" були вперше показані на Scope Art Show в Базелі (2014) та Каїрській бієнале (2015).  Перша виставка всієї серії відбулася в галереї ArtMarts у Каїрі (2016), після чого відбулися персональні виставки в Будинку Гаррі Ф. Сінклера в Українському інституті мистецтв у Нью-Йорку (2017) та кілька музейних персональних виставок, зокрема в Міжнародному музеї мистецтва та науки МакАллена, Техас (2020), Національному музеї "Київська картинна галерея" (2023), Полтавському художньому музеї (2023) та Львівському університеті (2023). Ненсі Мойєр, почесний професор мистецтвознавства Техаського університету в долині Ріо-Гранде, пише про виставку Вітика в музеї МакАллена: "Заходячи на виставку Макса Вітика, галерея стає печерою картин, величним внутрішнім підземеллям, яке вражає нас своєю візуальною силою і наповнює наші почуття своєю важливістю. Тут, безумовно, присутній духовний елемент".
У Нідерландах Вітик розпочав ще одну серію великих полотен під назвою "The FL". Ці великі квіткові картини були натхненні сюрреалістичними емоціями від культових багать, які охороняли революційний Євромайдан у Києві. У Нідерландах Вітик також створив невелику серію картин 2014-2015 років "Фрагменти". Нагадуючи примітивні археологічні знахідки, вони намальовані на картоні — матеріалі, який деформується і розпадається в циклі, що нагадує геологічні процеси.
У Нідерландах Вітик почав поглиблено досліджувати абстрактний живопис на основі геології. У серії "Лава" (2013-2014) Вітик повністю занурюється в абстракцію як спосіб обговорення бурхливої взаємодії вулканічних сил. Більша частина серії вертикального формату, колір стікає вниз, наче сталактити. У цій серії він розробляє нову техніку "відслонення", змішуючи емаль і монтажну піну, щоб зробити роботу дуже тривимірною, виражаючи рух, який парадоксальним чином відбувався протягом мільйонів років. Потім Вітик додає кольорову гаму, що співвідноситься з геологічними подіями, зокрема білий колір нагадує про цикли льодовикових періодів.
В іншій науково натхненній серії "Енергія" (2013) Вітик досліджує сонячну, вітрову, біоенергетику, а також нафту і газ. Серія "Енергія" натхненна п'ятьма елементами енергії.  Насичені кольори його монохромних робіт візуалізують простір, трансформацію, воду і повітря, сонце і зростання - основу всього нашого всесвіту, від живого до неживого, від частинки до атома. Проєкт "Енергія" був розроблений для компанії Shell PLC і перебував на постійній експозиції в штаб-квартирі Shell у Гаазі з 2013 до 2020 року, а з 2021 року і дотепер експонується в штаб-квартирі НАК "Нафтогаз України" в Києві.

### Каїр (2015—2018)
У 2015 році Вітик переїхав до Каїра, Єгипет, де жив і працював до 2018 року.  Абстрактні картини на геологічну тематику "Відслонення" - це, мабуть, найважливіша серія робіт, написана Вітиком у Єгипті.
Мистецькі експерименти Вітика з геологією та змішуванням матеріалів з самого початку поділяють фактурну складність таких художників, як італієця Альберто Буррі та японця Кадзуо Шіраго. Кольорові стратиграфічні полотна Вітика, що відображають його глибокий інтерес до теорій форми та кольору, демонструють певну дистанційну кореляцію зі смугастим живописом швейцарсько-німецького Пауля Клеє, американця Джина Девіса та українця Анатолія Криволапа. Фігуративна творчість Віллема де Кунінга з його жестикуляцією пензля і пропозицією бурхливого руху сильно корелює з високофактурними поверхнями Вітика. Як геолог-художник він не самотній (на думку спадає данський модерніст Пер Кіркебі), але як науковець-художник у 21 столітті Вітик представляє абсолютно нове авангардне покоління абстрактних експресіоністів, що базуються на науці.
Картини з серії "Відслонення" були натхненні тими ділянками земної кори, які утворилися внаслідок ерозії та штучних дорожніх розриттів. У "Відслонення" Вітик зображує всю геологічну шкалу часу Землі, використовуючи техніку "відслонення" з пінопласту та емалевої фарби. Поєднання різних матеріалів створює текстури, що нагадують живі гірські породи. Як представник нового покоління абстракціоністів, Вітик приносить тематичний фокус до масштабності та багатошаровості фарб художників Нью-Йоркської школи. Його кольорова система створює символічне нашарування геологічного часу, від білого кольору льодовикових періодів до синього та зеленого життя, що виходить з морів і переходить на сушу.
Вибрані картини з "Відслонення" були вперше представлені на виставці Art Context у Нью-Йорку (2017), після чого відбулися персональні виставки в Будинку Гаррі Ф.Сінклера в Українському художньому інституті в Нью-Йорку (2017) та в міжнародному Музеї мистецтв і науки в Мак-Аллені, штат Техас (2018). У 2023 році Вітик розпочав роуд-шоу з цією серією в українських університетах. Перша університетська персональна виставка під назвою "Історія планети Земля" відбулася в арт-галереї Полтавського університету, а невдовзі за нею послідувала персональна виставка під назвою "Дух Землі" в Центрі мистецтв ім. А. Шептицького Українського католицького університету у Львові (2023). Пізніше Вітик продовжив розвивати геологічну тематику у своїх абстрактних серіях "Руда", "Магма" та "Гірські породи".
У Каїрі Вітик також продовжив роботу над серією "Воїни світла".  З дванадцяти картин розміром 200х300 см перші шість полотен були написані в його студії в Нідерландах, а останні шість - у Каїрі. Як результат, між першими та останніми шістьма роботами існують тонкі відмінності, найбільш виражені в роботі "Охоронець пустелі" 2016 року, яка розкриває арабську естетику, яку Вітик відчув у Єгипті.

### Арізона (2018—2020)
У 2018 році Вітик переїхав до Арізони, де жив і працював до 2020 року. Його студія розташувалася в Седоні — невеликому містечку в горах за 190 км на північ від Фенікса. Седона регулярно описується як одне з найкрасивіших і найдуховніших місць Америки: високі червоні скелі та нерівні виступи пісковиків на тлі майже завжди блакитного неба роками ваблять художників.
У Седоні Вітик виводить свій геологічний живопис на новий рівень, створюючи стильну монохромну серію під назвою "Червоні скелі". Ці роботи були створені шляхом інтеграції техніки "відслонення", яку він використовував у попередніх геологічних картинах, з природними пігментами охри та оксиду заліза, щоб відобразити кольори навколишніх скельних утворень.

### Ukraine (2020-present)
У 2020 році Макс Вітик переїхав з Арізони до Києва, де зараз працює і живе. У 2022 році з початком російського вторгнення в Україну Вітик одразу занурюється у трагедію війни, а його мистецтво стає частиною українського культурного спротиву. Починаючи з 2022 року він бере участь у численних персональних і групових виставках по всій країні. Його перша персональна виставка воєнного часу "Воїни світла" відкрилася в Києві 2 жовтня 2022 року в Національному музеї "Київська картинна галерея. Тиждень потому, 10 жовтня, російська армія розпочала масований ракетний обстріл головних культурних інституцій України. Було пошкоджено будівлю Національного музею "Київська картинна галерея" та виставку Вітика. Виставка була відновлена у квітні 2023 року після реконструкції музею.
Починаючи з 2023 року виставки Вітика подорожують країною: 7 персональних та 4 групових виставки в українських музеях, галереях та університетах. У вересні 2023 року у Львівському університеті відкривається велика виставка робіт Вітика, яка супроводжується великою благодійною акцією на підтримку української армії. На відкритті виставки Максим Козицький, голова Львівської обласної військово-цивільної адміністрації, сказав "Кожен, хто зараз захищає нашу територіальну цілісність, і цілі покоління, які робили це задовго до нас, - це також Воїни Світла. Ми повинні пам'ятати, завдяки кому ми маємо можливість жити і бути присутніми на таких заходах. Наш обов'язок - вшанувати всіх, кого ми втратили, і підтримати тих, хто зараз на передовій".

## Вибрані персональні виставки
- Реальність і Марево, Музей української діаспори, Київ, Україна. 2023—2024[11]
- Макс Вітик:Воїни світла, Львівський національний університет. 2023-2024[15]
- Макс Вітик: Дух землі, Центр мистецтв ім. А. Шептицького Українського католицького університету, Львів, Україна. 2023[21]
- Воїни світла, Полтавський художній музей, Полтава, Україна. 2023[14]
- Воїни світла, музей Підгорецького замку, Україна. 2023[24][25]
- Історія планети Земля, Полтавський політехнічний університет, Полтава, Україна. 2023[20]
- Галюцинації в Каїрі, арт-галерея Триптих, Київ, Україна, 2023[26]
- Воїни світла, Національний музей "Київська картинна галерея", Україна. 2022-2023[10]
- Воїни світла, Міжнародний музей мистецтва і науки, США. 2021[27]
- Макс Вітик: Живопис, Український інститут Америки, Нью-Йорк, США. 2021[28]
- Відслонення, Міжнародний музей мистецтва і науки, США. 2018
- Макс Вітик: Воїни світла / Відслонення, Український інститут Америки, Нью-Йорк, США. 2017[13]
- Макс Вітик: Ретроспектива, галерея ArtsMart, Каїр, Єгипет. 2016
- Подорож, Український інститут Америки, Нью-Йорк, США. 2014[29]
- Енергетичний проект, штаб-квартира Shell, Гаага, Нідерланди. 2013
- Макс Вітик: Ретроспектива, Центр сучасного мистецтва М17, Київ, Україна. 2012
- Макс Вітик: Ретроспектива, Львівський муніципальний центр мистецтв, Львів, Україна. 2010
- Срібло і Чорне, галерея Триптих, Київ, Україна. 2009
- Макс Вітик: Живопис, Галерея Боттега, Київ, Україна. 2008
- Геологія живопису, галерея "Да Вінчі", Київ, Україна. 2007

## Ілюстрації

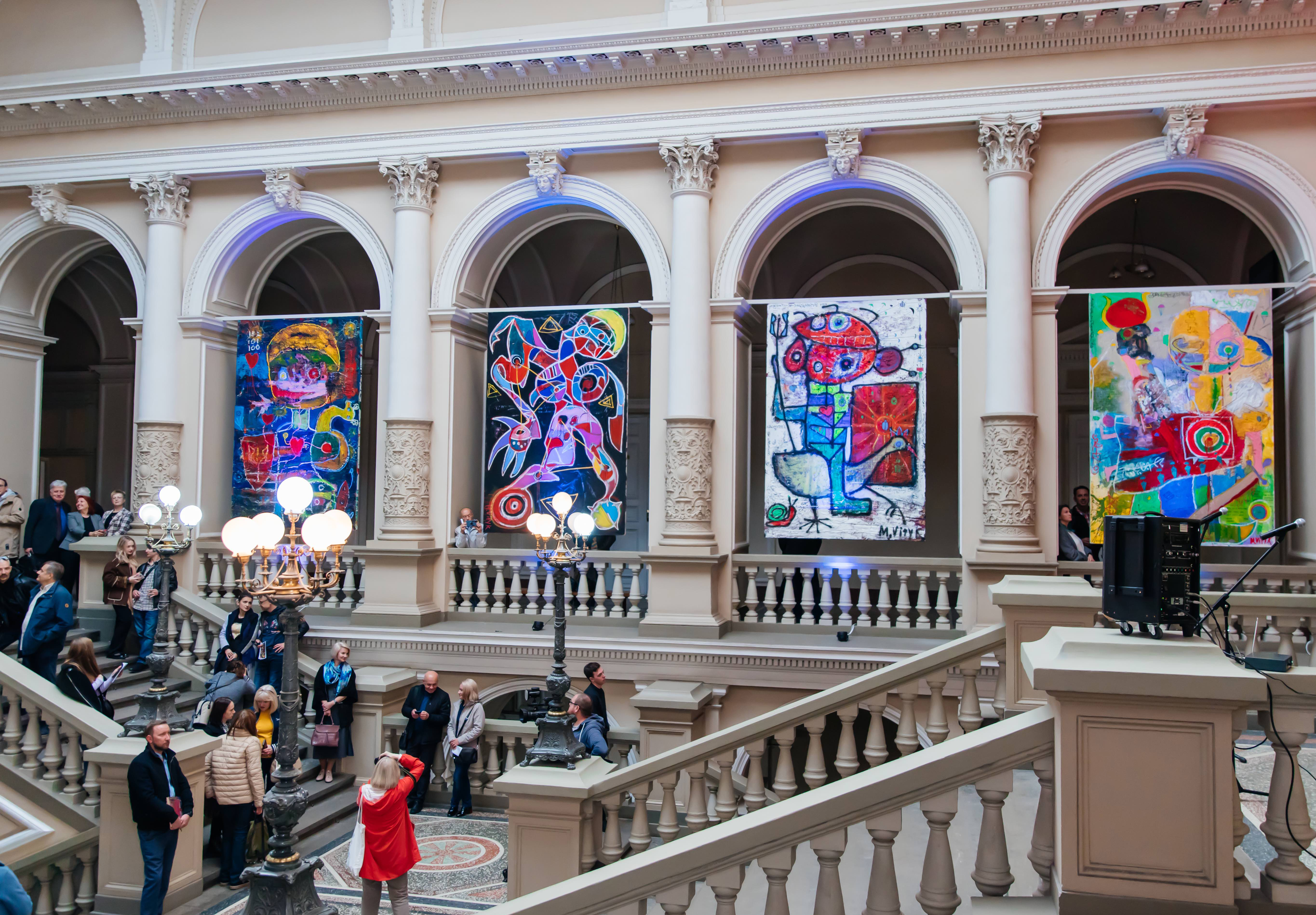
Картини Макса Вітика «Воїни світла» виставлені у великій залі Львівського національного університету ім. 2023-2024 роки
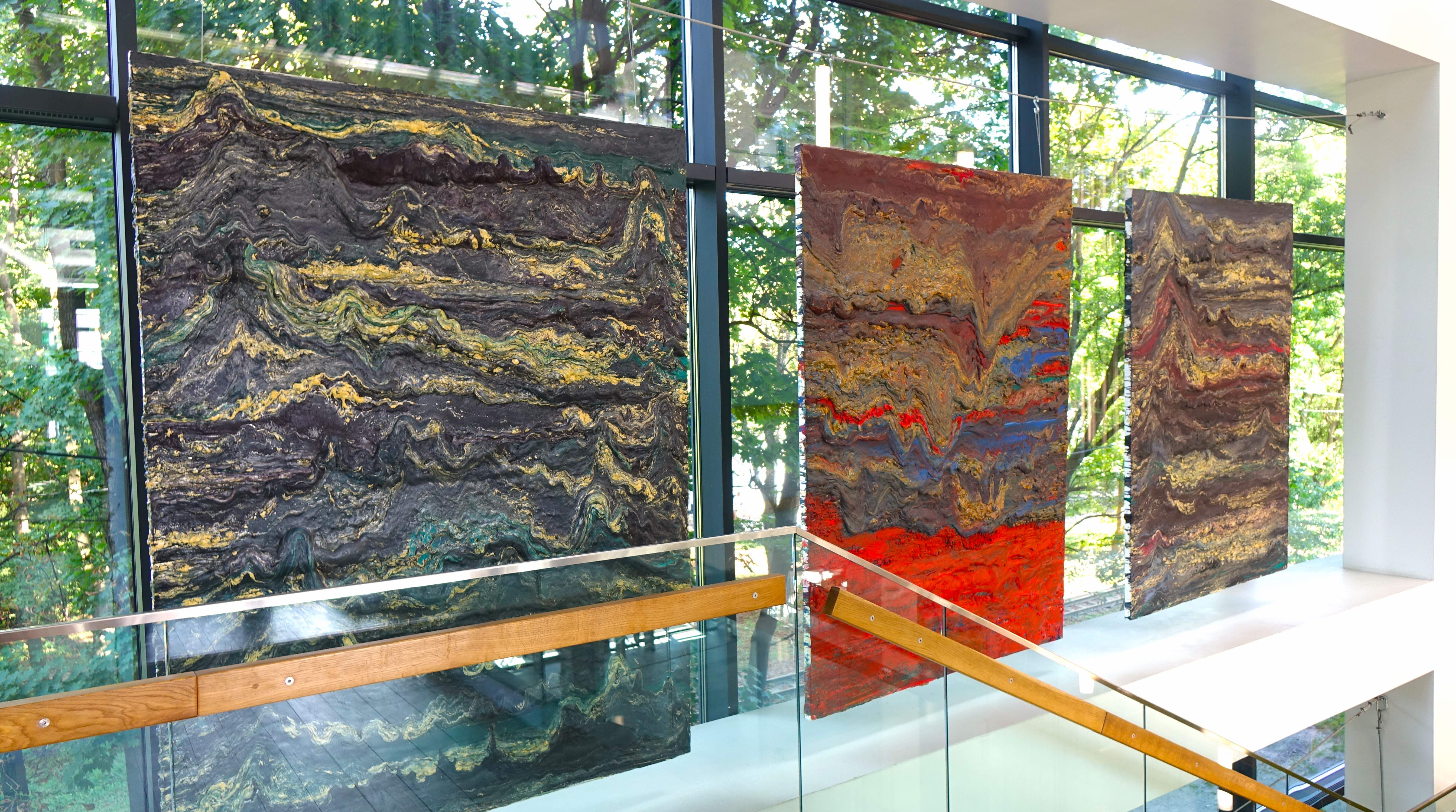
Виставка Макса Вітика «Дух землі» в Мистецькому центрі імені Шептицького Українського Католицького Університету, Львів, Україна. 2023 рік
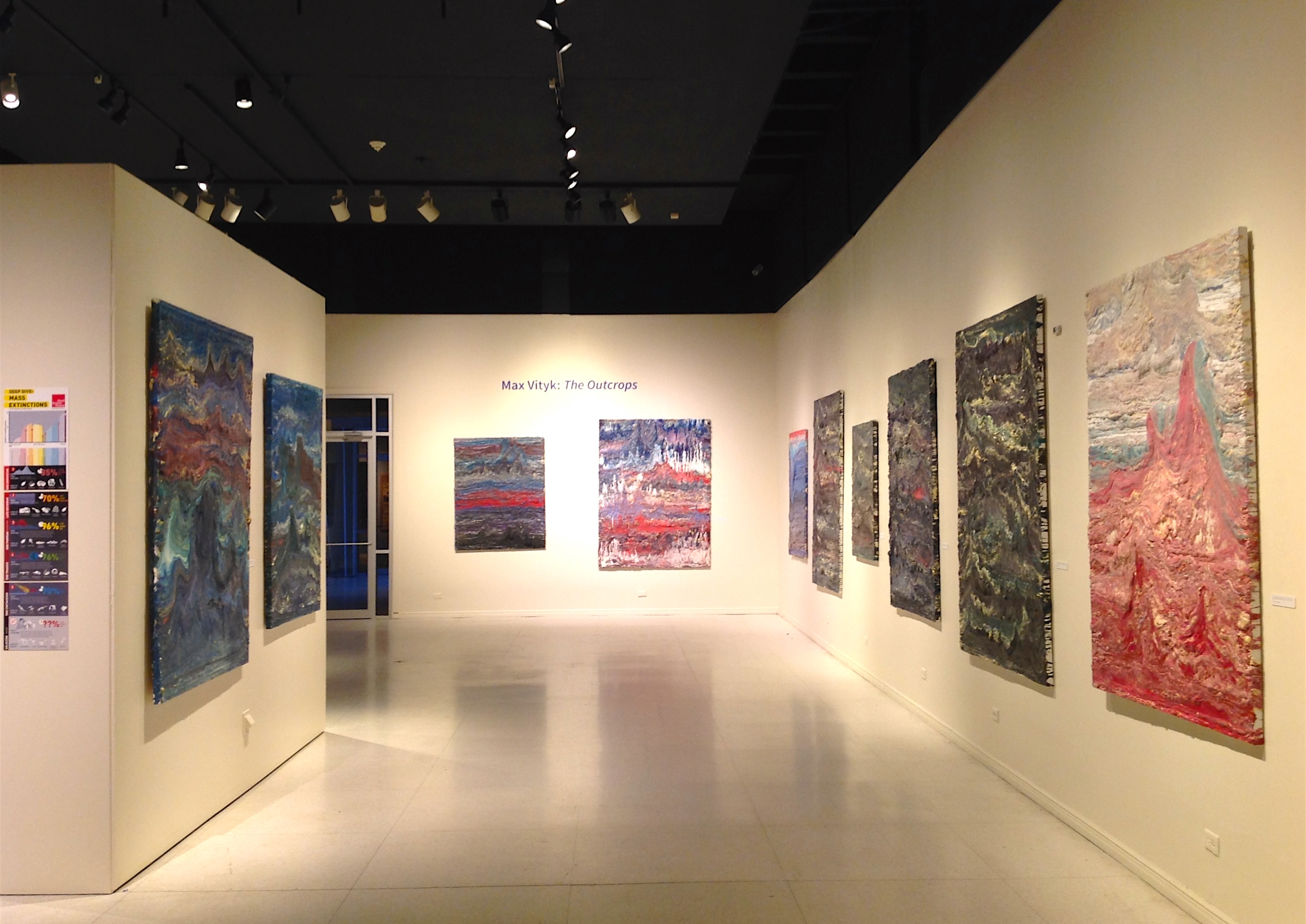
Виставка Макса Вітика «Відслонення» у Міжнародному музеї мистецтва та науки, США. 2018 рік
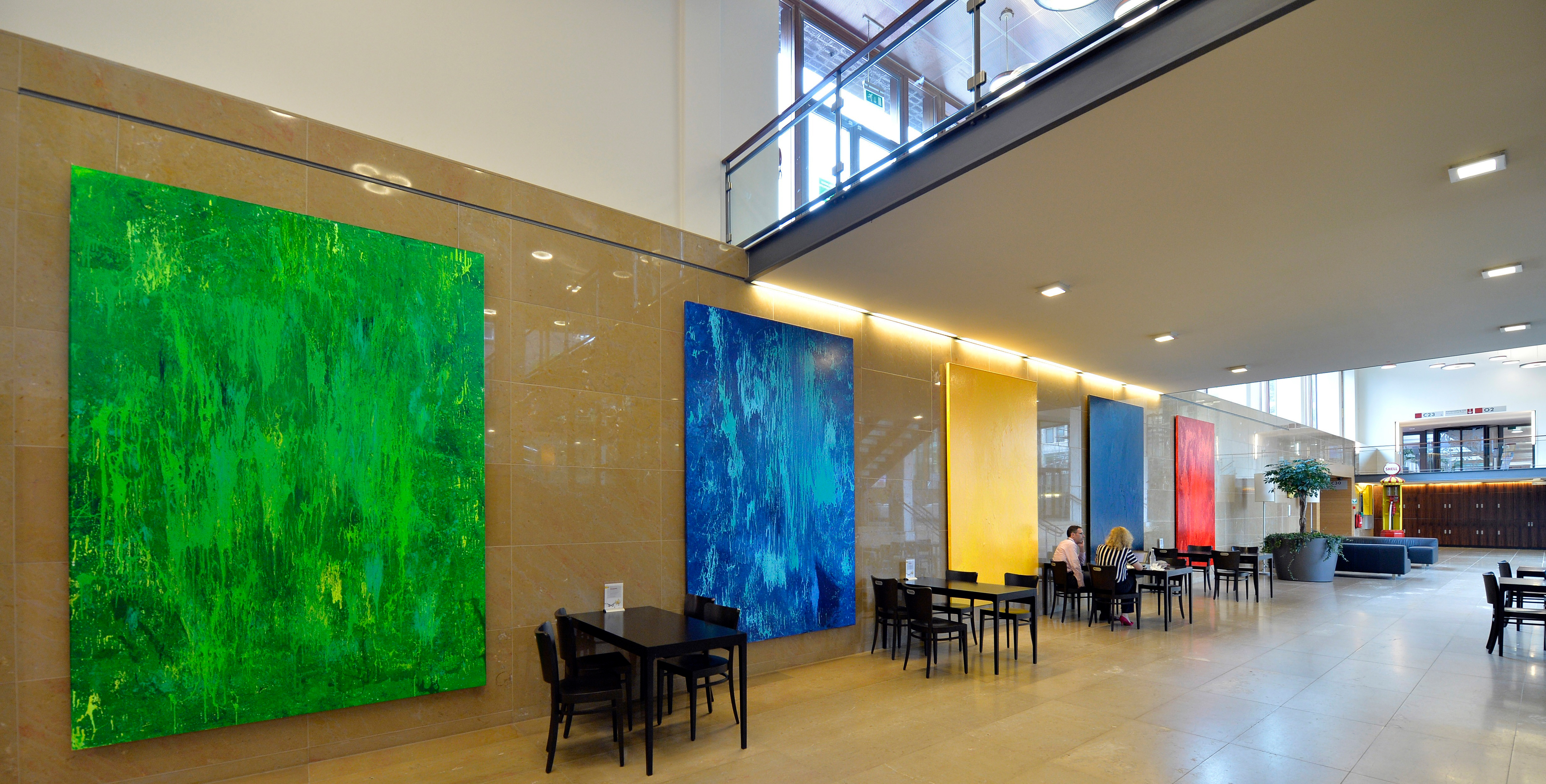
Серія робіт Макса Вітика "Енергія" в штаб-квартирі Shell, Гаага, Нідерланди. 2013 рік
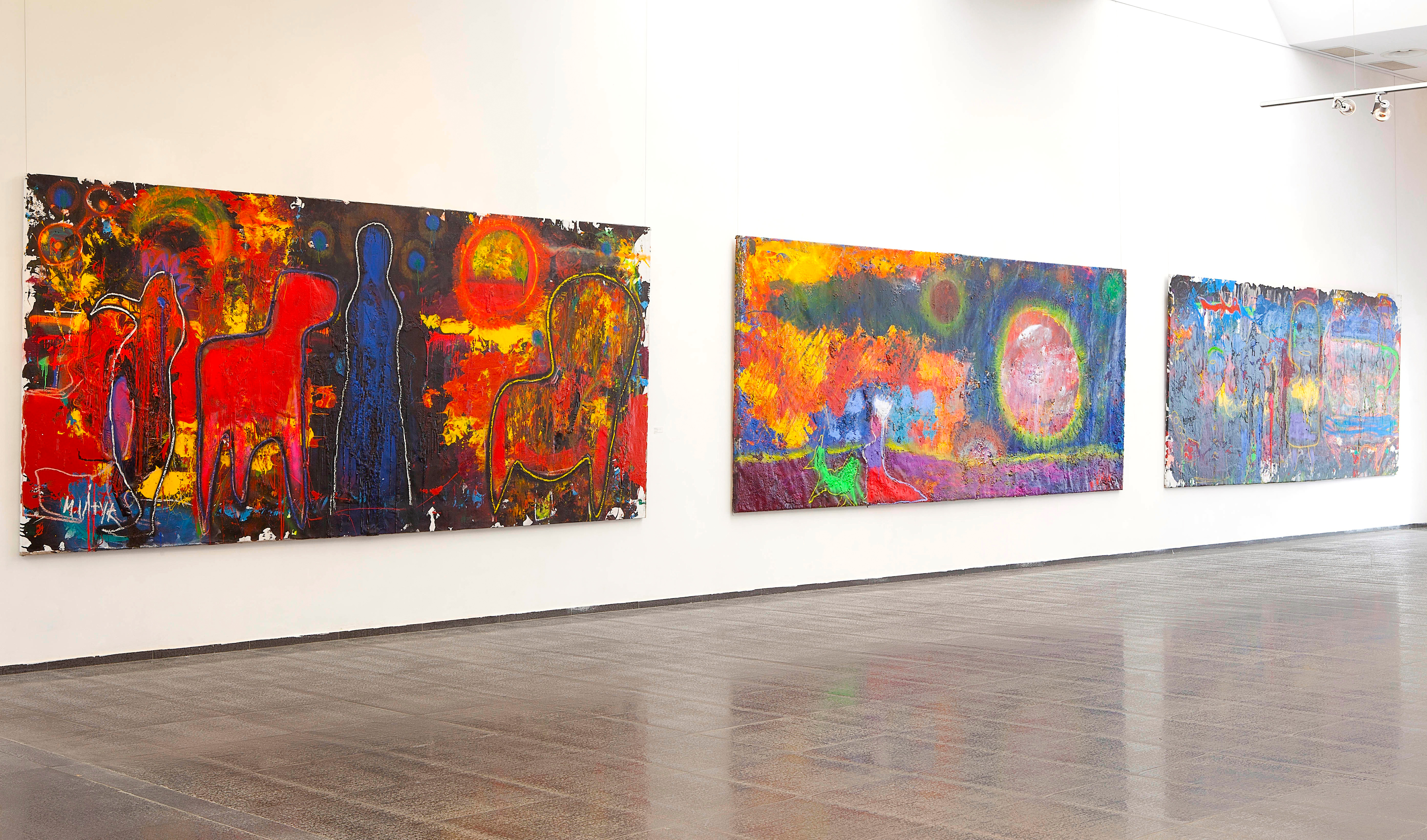
Виставка Макса Вітика «Ретроспектива» в Центрі сучасного мистецтва М17, Київ, Україна. 2012 рік

## Додаткове читання
- Art-Basel. Мистецтво як частина соціального контракту
- АВРАМЕНКО, Олеся. Спонтанний живопис Макса Вітика. Сучасне мистецтво, Випуск XII, Інститут проблем сучасного мистецтва. художник НАМ України 2016, c. 17-31.
- Авраменко, Олеся. ВІТИК. Монографія, вступне слово Олексія Титаренка. Видана Науково-дослідним інститутом проблем сучасного мистецтва Академії мистецтв України, Київ, 2011, 121 с.
- Космолінська, Г.. Макс Вітик: інтерв'ю. АZ-ART. 2011, № 2. С. 86-90.
- Кравченко, Олександра. Макс Вітик: біографія в цитатах. АНТИКВАР, № 3, березень 2013, с. 71.
- Крижановський, Елейн. В МАУ проходить виставка сучасного живопису. Український тиждень, № 33, серпень, 2014.
- Пасічник, Ірина та ін.. УКРАЇНСЬКЕ МИСТЕЦТВО. Від бронзової доби до сучасності. 2016, 736 p.
- Титаренко, Олексій. Макс Вітик: живопис. Монографія. BX[studio], Київ, 2007, 24 с.